# Judo na Igrzyskach Ameryki Środkowej i Karaibów 1966
Turniej judo na Ameryki Środkowej i Karaibów odbył się w lipcu 1966 roku w San Juan.

## Klasyfikacja medalowa
Gospodarz zawodów został zaznaczony kolorem.
| Miejsce | Państwo             |   |   |   | Razem |
| ------- | ------------------- | - | - | - | ----- |
| 1       | Meksyk              | 3 | 1 | 1 | 5     |
| 2       | Kuba                | 2 | 1 | 1 | 4     |
| 3       | Portoryko           | 0 | 1 | 1 | 2     |
| 4       | Wenezuela           | 0 | 1 | 0 | 1     |
|         | Antyle Holenderskie | 0 | 1 | 0 | 1     |
| 6       | Gwatemala           | 0 | 0 | 2 | 2     |
| Razem   | Razem               | 5 | 5 | 5 | 15    |

## Medaliści

### Mężczyźni
| Konkurencja: | Złoto:               | Srebro:           | Brąz:                |
| −65kg        | Luis Gastón          | Carlos Espinosa   | Gerardo Estrada      |
| −71kg        | René Arredondo       | Roberto Sánchez   | Rolando Aguiar       |
| −78kg        | Gabriel Goldschmied  | Jorge Lugo        | Salvador Santiago    |
| −95kg        | Rolando Sánchez      | Cornelius Rypkema | Salvador Goldschmied |
| Open         | Salvador Goldschmied | David Canino      | Ibrahim Cepero       |